# كينان وين
كينان وين (بالإنجليزية: Keenan Wynn)‏ هو ممثل تعبيري وممثل أمريكي، ولد في 27 يوليو 1916 بنيويورك في الولايات المتحدة، وتوفي في 14 أكتوبر 1986 في الولايات المتحدة.

## أعمال

### أفلام
- (1942) سأجدك في مكان ما
- (1944) منذ أن رحلت
- (1947) الباعة المتجولون
- (1950) آني تأخذ سلاحك
- (1950) ابنة نبتون
- (1950) ثلاث كلمات صغيرة
- (1953) كل الإخوة كانوا شجعان
- (1956) الرجل العظيم
- (1959) ثقب في الرأس
- (1964) دكتور سترينجلوف[6][7]
- (1965) السباق العظيم
- (1968) حدث ذات مرة في الغرب[8]
- (1975) ناشفيل
- (1982) وحيدة القرن الأخيرة

## وصلات خارجية
- كينان وين على موقع IMDb (الإنجليزية)
- كينان وين على موقع الموسوعة البريطانية (الإنجليزية)
- كينان وين على موقع ألو سيني (الفرنسية)
- كينان وين على موقع ميوزك برينز (الإنجليزية)
- كينان وين على موقع تيرنر كلاسيك موفيز (الإنجليزية)
- كينان وين على موقع أول موفي (الإنجليزية)
- كينان وين على موقع قاعدة بيانات برودواي على الإنترنت (الإنجليزية)
- كينان وين على موقع قاعدة بيانات الأفلام السويدية (السويدية)
- كينان وين على موقع إن إن دي بي (الإنجليزية)
- كينان وين على موقع ديسكوغز (الإنجليزية)